# Benj Pasek
Benj Pasek (ur. 9 czerwca 1985 w Filadelfii) – amerykański kompozytor i autor tekstów, najbardziej znany z piosenek do filmów La La Land (2016) i Król rozrywki (2017) oraz broadwayowskiego musicalu Drogi Evanie Hansenie. 
Stale współpracuje ze swoim muzycznym partnerem, Justinem Paulem. Obydwaj otrzymali m.in. Oscara i Złoty Glob za najlepszą piosenkę za "City of Stars" z filmu La La Land. W 2021 roku dołączyli do elitarnego grona osób o nazwie EGOT (zdobywcy czterech głównych nagród amerykańskiego showbiznesu: Emmy, Grammy, Oscara i Tony).